# فاتح أربكان
محمد علي فاتح أربكان (مواليد 1 يناير 1979 ، أنقرة) مهندس وسياسي تركي. نجل نجم الدين أربكان ، رئيس حزب الرفاه الجديد ونائب حالي منذ 2 يونيو 2023 في البرلمان التركي عن اسطنبول في الدورة الثامنة والعشرين.

## نشأته وتعليمه
ولد فاتح أربكان في 1 يناير 1979 في أنقرة ، عاصمة تركيا، ونشأ في عائلة متدينة فهو الابن الثالث لنجم الدين أربكان السياسي الاسلامي مؤسس أحزاب النظام الوطني والسلامة الوطني والرفاه والفضيلة والسعادة والرؤية الوطنية (مللي جوروش) والذي قاد المعارضة حتى أصبح رئيسًا للوزراء. أكمل فاتح أربكان تعليمه الثانوي في مدرسة الإمام والخطيب المركزية بأنقرة وتعليمه اللاحق في مدرسة أنقرة أيرانجي الثانوية. تخرج في جامعة باشكنت في مجال الهندسة الكهربائية. ذهب إلى إنجلترا لمواصلة تعليمه العالي للحصول على درجة الماجستير ، لكنه عاد إلى تركيا في عام 2005 عندما توفيت والدته نرمين أربكان. حصل لاحقًا على درجة الماجستير من جامعة باشكنت. وحصل على الدكتوراه في الإدارة والتنظيم من نفس الجامعة. 

## نشاطه السياسي
بدأ فاتح أربكان نشاطه في المجال السياسي منذ فترة شبابه، فشارك في المؤسسة الوطنية للشباب وجمعية شباب الأناضول وحزب الفضيلة وحزب السعادة.
أسس حزب الرفاه الجديد في 23 نوفمبر/تشرين الثاني 2018 على إثر انشقاق قادة عن حزب السعادة، بعد خلافات مع رئيسه كرم الله أوغلو.
نال حزب الرفاه الجديد تأييد عبد الحميد قايي خان عثمان أوغلو، حفيد السلطان العثماني عبد الحميد الثاني.
تمكن في 11 أبريل 2019 إثر معركة قضائية من انتزاع مبنى المقر العام لحزب السعادة في أنقرة وتحويله إلى المقر العام لحزب الرفاه الجديد، معتبرا أن "السعادة" انحرف عن خط الرؤية الوطنية الذي أسسه نجم الدين أربكان، وأكد أن حزبه "الرفاه الجديد" هو الممثل الوحيد لهذا الخط.
أعيد انتخاب أربكان الابن رئيسا لحزب الرفاه الجديد بأصوات 1225 مندوبا في المؤتمر الكبير العادي الثاني الذي عقد في 6 نوفمبر 2022.
قبيل انتخابات 14 مايو 2023، أعلن أربكان أن حزبه سيخوض الانتخابات بمفرده واسمه وشعاره بدون الانضمام إلى أي من التحالفين الرئيسين، تحالف الجمهور الحاكم، والأمة المعارض.
وقدّم أوراقه للهيئة العليا للانتخابات للترشح للانتخابات الرئاسية، وتمكن من جمع أكثر من 50 ألف توكيل من أصل 100 ألف مطلوبة لاستكمال شروط ترشحه، رغم تلقيه في العاشر من مارس 2023 دعوة من حزب العدالة والتنمية للانضمام إلى تحالف الجمهور، وهي دعوة رحب بها أربكان إلا أن حزبه قرر رفضها في 20 مارس 2023.
وقبل إغلاق الهيئة العليا للانتخابات باب تسجيل التحالفات الانتخابية بساعات، أعلن أربكان انسحابه من سباق الترشح للرئاسة في 22 مارس 2023 لصالح الرئيس رجب طيب أردوغان، كما أعلن حزب الرفاه الجديد الانضمام إلى تحالف الجمهور. 

### الوظائف والمسؤوليات
- شارك عام 1999 في الأعمال المتعلقة بالشباب والانتخابات في فرع تشانكايا بحزب الفضيلة، الذي كان يرأسه والده نجم الدين أربكان .
- عام 2001 نال عضوية مجلس إدارة الأذرع الشبابية لحزب السعادة، الذي انبثق عن حزب الفضيلة خلال نظر المحكمة الدستورية في حظره.
- عام 2014 شغل عضوية الهيئة الإدارية العامة لحزب السعادة وكبير مستشاري الرئيس حتى المؤتمر العادي الخامس، الذي ترشح فيه لرئاسة الحزب، لكن رئيس حزب السعادة في ذلك الوقت مصطفى كمالاك تمكن من الفوز بالمنصب مرة أخرى.
- انتخب أول رئيس لمؤسسة وقف نجم الدين أربكان التي أسست في 14 يونيو 2013.

## وصلات خارجية
- بروفايل | فاتح أربكان رئيس حزب الرفاه الجديد